# Kyselina N-acetylmuramová
Kyselina N-acetylmuramová (zkratka MurNAc) je éter kyseliny mléčné a N-acetylglukosaminu, s chemickým vzorcem C11H19NO8. Je součástí peptidoglykanu (mureinu), biopolymeru v buněčné stěně bakterií, který je vystavěn ze střídajících se jednotek N-acetylglukosaminu (GlcNAc) a právě kyseliny muramové. Součástí peptidoglykonové stěny jsou však i oligopeptidy kyseliny mléčné.
Peptidoglykan mají téměř všechny bakterie, vyjma Mollicutes (např. Mycoplasma, Ureaplasma).